# Margaret Furse
Alice Margaret Watts, coneguda amb el nom de Margaret Furse, (Regne Unit de la Gran Bretanya i Irlanda 1911 - Londres, Regne Unit 1974) fou una dissenyadora de roba anglesa de pel·lícules, guanyadora d'un premi Oscar.

## Vida personal
Va néixer el 18 de febrer de 1911 sent l'única filla de l'il·lustrador Arthur George Watts, que treballà per la revista Punch, i de Phyllis Gordon Watts. Es casà el 4 de desembre de 1941 amb el director artístic Roger K. Furse, del qual n'adaptà el cognom. Al divorciar-se l'any 1953 d'aquest tornà a casar-se amb Stephen G. Watts.
Morí el 8 de juliol de 1974 al barri de londinenc de Kensington a conseqüència d'un càncer de mama.

## Carrera artística
Inicià la seva carrera a l'escola de disseny Central School of Arts and Crafts de Londres i posteriorment entrà a formar part del grup de teatre Motley Theatre Design Group. Inicià la seva carrera en el cinema esdevenint assistent del seu marit Roger K. Furse en la pel·lícula Enric V dirigida per Laurence Olivier.
Al llarg de la seva carrera participà en pel·lícules com Oliver Twist de David Lean (1948), The Mudlark de Jean Negulesco (1950), El temible burleta de Robert Siodmak (1952), El senyor de Ballantrae de William Keighley (1953), Ricard III de Laurence Oliver (1955), The Inn of the Sixth Happiness de Mark Robson (1958), Sons and Lovers de Jack Cardiff (1960), A Shot in the Dark de Blake Edwards (1964), Becket de Peter Glenville (1964), L'ombra d'un gegant de Melville Shavelson (1966), Great Catherine de Gordon Flemyng (1968), The Lion in Winter d'Anthony Harvey (1968), Anna dels mil dies de Charles Jarrott (1969), Scrooge de Ronald Neame (1970) o Mary, Queen of Scots de Jarrott (1971).

## Premis

### Premi Oscar
| Any  | Premi                         | Pel·lícula                                   | Resultat  |
| ---- | ----------------------------- | -------------------------------------------- | --------- |
| 1951 | Millor vestuari blanc i negre | The Mudlark (juntament amb Edward Stevenson) | Nominat   |
| 1964 | Millor vestuari color         | Becket                                       | Nominat   |
| 1968 | Millor vestuari               | The Lion in Winter                           | Nominat   |
| 1969 | Millor vestuari               | Anna dels mil dies                           | Guanyador |
| 1970 | Millor vestuari               | Scrooge                                      | Nominat   |
| 1964 | Millor vestuari               | Mary, Queen of Scots                         | Nominat   |

### Premi Emmy
| Any  | Premi           | Pel·lícula                                                                         | Resultat  |
| ---- | --------------- | ---------------------------------------------------------------------------------- | --------- |
| 1974 | Millor vestuari | Love Among the Ruins juntament amb Guy C. Verhille per The Legend of Lizzie Borden | Guanyador |

### Premi BAFTA
| Any  | Premi                            | Pel·lícula         | Resultat  |
| ---- | -------------------------------- | ------------------ | --------- |
| 1964 | Millor vestuari britànic (color) | Becket             | Guanyador |
| 1965 | Millor vestuari britànic (color) | A shot in the dark | Nominat   |
| 1965 | Millor vestuari britànic (color) | El somiador rebel  | Nominat   |
| 1968 | Millor vestuari                  | The Lion in Winter | Nominat   |
| 1970 | Millor vestuari                  | Anna dels mil dies | Nominat   |